# Ennigerloh
Ennigerloh är en stad i Kreis Warendorf i Regierungsbezirk Münster i förbundslandet Nordrhein-Westfalen i Tyskland.